# 바우데미르 다 시우바
바우데미르 다 시우바 비탈리누(포르투갈어: Valdenir da Silva Vitalino, 1977년 2월 21일 ~ )는 브라질 출신의 축구 선수이다. 2005년 K리그의 FC 서울에서 활약하였으며 K리그에 등록된 공식 한글 이름은 실바이다.

## 클럽 경력
2005년 FC 서울 입단 하여 통산 8경기 출장, 0득점, 0도움의 기록을 남기고 떠났다.